# Кучмачі

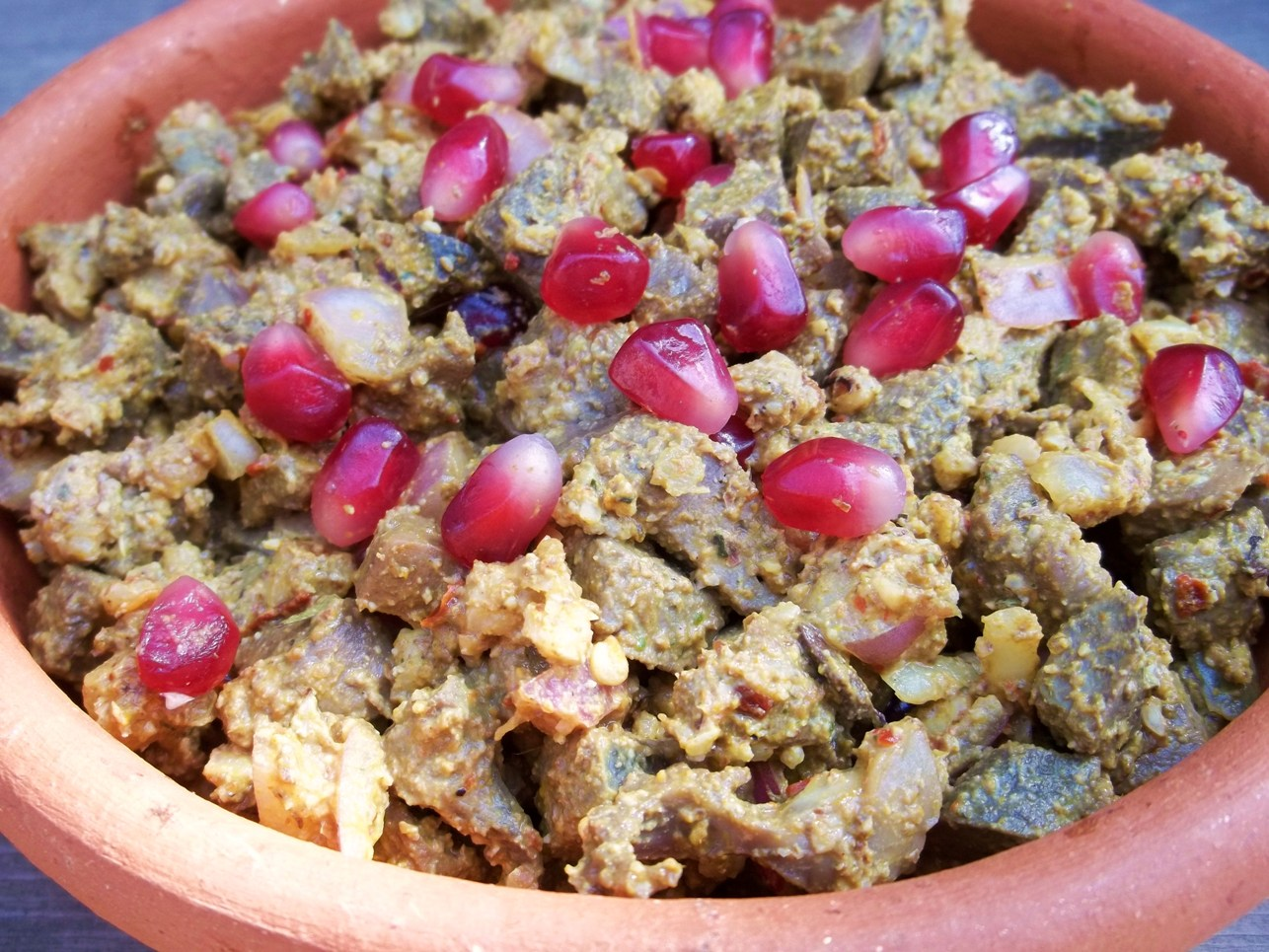
Кучмачи

Кучмачі (груз: კუჭმაჭი) — традиційна грузинська страва із тельбухів.

## Інгредієнти
Як основа беруться серце, печінка, легені і шлунок курей та качок, але також можуть використовуватися і ягнячі субпродукти. Крім тельбухів в рецепті використовується кінза, зерна гранату, перець чилі, часник, сушений базилік, червоне сухе вино і насіння коріандру.